# Dzsódo sin
A dzsódo sin (浄土真宗, dzsódo sinsú, Hepburn-átírással: Jōdo Shinshū, 'az igazi Tiszta Ország irányzat') eredetileg a 13. század elején a dzsódo szektából kinőtt, mára azonban a legnépesebb, amidista buddhista szekta Japánban (jelentése is 'igazi dzsódo').

## Története
Alapítója, Sinran szerzetes (1173–1263) eltörölte a hagyományos buddhizmus papi nőtlenségét. Mivel az üdvözülés egyszerű formáját (nembucu) hirdette, a szekta a 15–16. században az elnyomott parasztok tömegeit vonzotta, és lázadások gyújtópontjává vált (ikkó ikki). Erődtemplomát, az Isijama Hongandzsit és templomvárosát, a későbbi Oszakát Oda Nobunaga hegemón számolta fel, ezután a főtemplom Kiotóba költözött, majd apátutódlási viták miatt kettévált „nyugati” (Nisi Hongandzsi) és „keleti” (Higasi Hongandzsi) templomra, és nyolc másik alszektája is kialakult.